# Pratt & Whitney F135
Le Pratt & Whitney F135 est un turboréacteur à postcombustion développé par l'américain Pratt & Whitney au début des années 2000. Ce moteur est destiné à propulser les Lockheed Martin F-35 Lightning II. La famille des F135 se décline en plusieurs variantes, dont une conventionnelle et une deuxième pour les avions à décollage verticaux qui a recours à un système de poussée vectorielle. Les premiers moteurs sont livrés à partir de 2009. Le centième en 2013. Le millième de série, assemblé dans une usine à Middletown (Connecticut) est livré le 31 août 2022.

## Versions

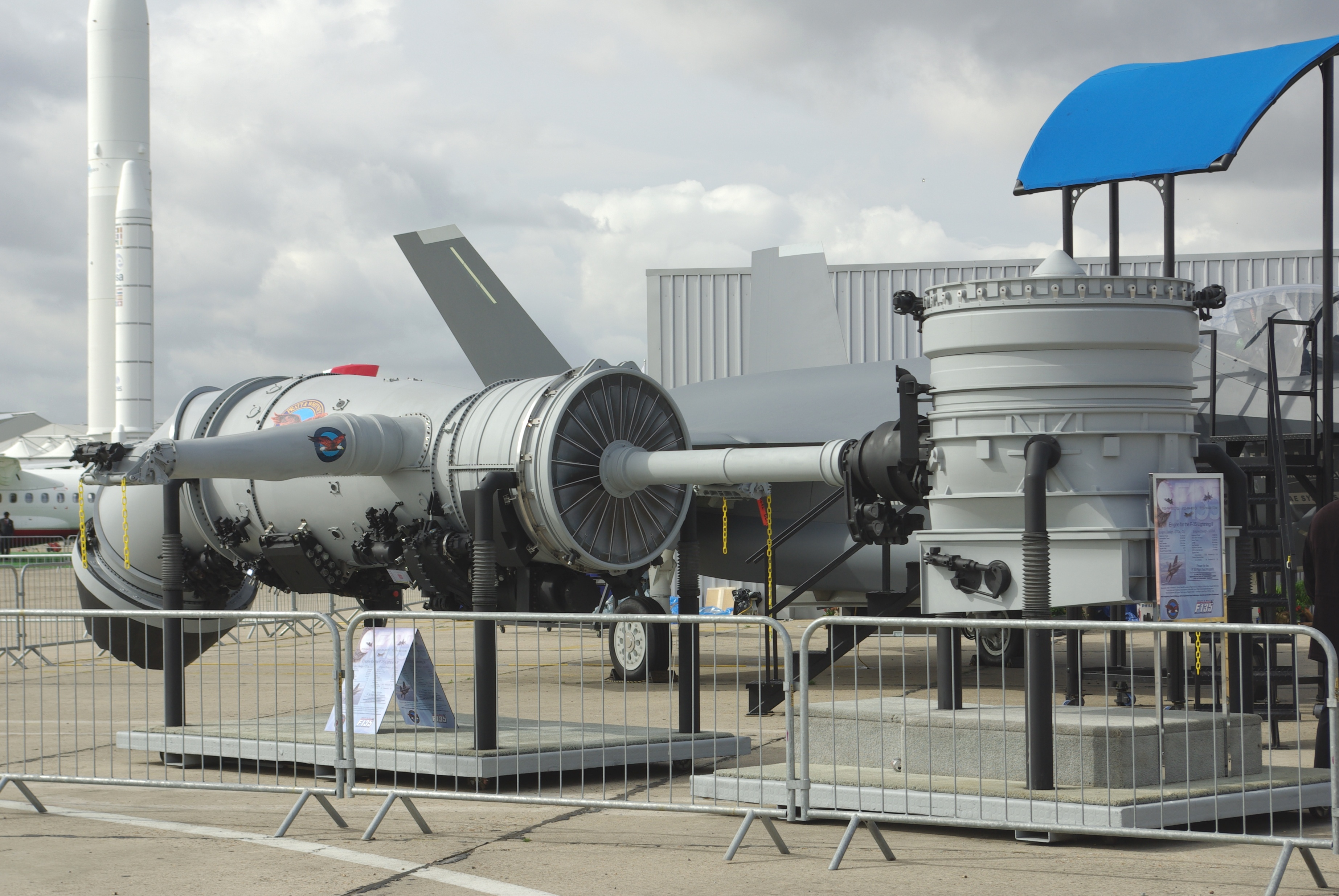
F135-PW-600 de présérie utilisé pour le F-35B à décollage et atterrissage vertical exposé au salon du Bourget en 2007

- F135-PW-100 : utilisé pour le F-35A conventionnel
- F135-PW-400 : utilisé pour le F-35C embarqué sur porte-avions
- F135-PW-600 : utilisé pour le F-35B ADAV